# Abra (cantante)
Gabrielle Olivia Mirville (Nueva York; 30 de marzo de 1989), conocida como Abra (estilizado como ABRA) es una cantante y compositora estadounidense. Actualmente esta firmada por los sellos discográficos Polo Grounds Music y RCA Records, anteriormente estuvo bajo el sello Awful Records.

## Primeros años y carrera
Nacida en Queens, en una familia de misioneros, Abra pasó sus primeros ocho años de vida en Londres, donde sus padres construyeron la iglesia en la que finalmente trabajarían. Sus inicios en el canto fueron en esa iglesia, también, donde su padre fue pastor y su madre supervisó la alabanza y la adoración. Después de Londres, su familia se instaló en el tranquilo suburbio de Lilburn en Atlanta. A la edad de 14, Abra comenzó a tocar la guitarra. Asistió a la Secundaria Parkview y fue una miembro actica del departamento de teatro, graduándose en el 2007. Más tarde, durante su adolescencia, comenzó a subir versiones acústicas de canciones de rap en YouTube. Esto le permitió ser descubierta por el fundador de Awful Records, el rapero Father, quien la animó a hacer su propia música. Más tarde se unió al sello discográfico en 2014.
Su primer EP, BLQ Velvet, fue publicado en el 2015. Su segundo EP, Princess fue publicado por el sello True Panther Sounds el 15 de julio de 2016. Este es su primer lanzamiento bajo un sello discográfico importante. La canción "Fruit" desprendido del álbum Rose fue incluido en un artículo sobre las mejores canciones de R&B del 2016 publicado por The Guardian.
Con respecto al estilo de ropa de Aba, Vogue comentó en 2016 que "los contrastes deliberados son parte de su identidad artística en general: Abra es miembro de la cuadrilla de Awful Records, en su mayoría dominada por hombres, un equipo atípico que rápidamente se apodera de Atlanta con un sonido que se distingue de la obra de rap de ATL.
Abra es una de las protagonistas de la película de 2018 Assassination Nation interprtando el papel de Em.

## Filmografía
| Año  | Título               | Personaje | Notas        |
| ---- | -------------------- | --------- | ------------ |
| 2018 | Assassination Nation | Em        | Protagonista |

## Discografía
- 2015: Rose